# Wayne Eagling
Wayne Eagling (Montreal, 27 novembre 1950) è un ex ballerino e coreografo canadese.

## Biografia
Nato in Canada da Edward e Thelma Eagling, entrambi anglofoni, trascorse gran parte della sua infanzia e della sua adolescenza in California, dove si era trasferito con la famiglia. In quel periodo, ha cominciato a frequentare la Patricia Ramsey Studio of Dance Arts, concentrandosi principalmente sulla danza classica; gli stessi insegnanti, notando il suo talento, gli suggerirono di proseguire la carriera come ballerino professionista. Nel 1965, quando aveva 15 anni, venne notato da Michael Somes e Gerd Larsen del Royal Ballet, che erano negli Stati Uniti d'America in tour, e gli venne offerto un posto nella compagnia. Eagling accettò e nel 1969 si trasferì a Londra, Inghilterra, nel picco della cosiddetta Swinging London.
Eagling si è rivelato una preziosa aggiunta alla compagnia; ballerino flessibile, versatile e potente, è stato promosso solista nel 1972 e ballerino principale nel 1975. Ha interpretato i principali ruoli di nobili e gentiluomini nei classici del XIX secolo, collaborando con Margot Fonteyn, Jennifer Penney e Merle Park, venendo però maggiormente ricordato per il suo contributo nelle opere del XX secolo. Il ballerino ha inoltre preso parte a varie opere del coreografo britannico Kenneth MacMillan, tra cui Elite Syncopations, Gloria e Different Drummer, prendendo parte anche alla première di New York della pièce Mayerling, nel ruolo di Rodolfo d'Asburgo-Lorena, nell'aprile 1983. Ha poi ballato per opere di Frederick Ashton, George Balanchine (Apollo), Jerome Robbins, Glen Tetley (The Rite of Spring) e Rudol'f Nureev. Mentre era ancora in attività come ballerino principale, Eagling iniziò a prendere parte ad alcuni seminari coreografici sponsorizzati dal Royal Ballet; la prima collaborazione di questa attività fu Frankenstein, the Modern Prometheus nel 1984, ideando in seguito altre opere, che vennero poi messe in scena dalla compagnia londinese e da altre all'estero, tra cui il balletto del Teatro alla Scala.
Nel 1991, Eagling si ritirò dalla danza e assunse la carica di direttore artistico dell'Het Nationale Ballet, la compagnia di ballo ufficiale dei Paesi Bassi, creando varie opere nel corso della sua permanenza ad Amsterdam. Nel 1996, ha collaborato con Toer van Schayk per una riedizione di The Nutcracker and the Mouse King, tratto da Schiaccianoci e il re dei topi; ambientato nella capitale olandese attorno al 1810, il balletto vide tra le altre cose pattinatori danzare su un canale ghiacciato e fu un successo immediato, venendo poi messo in scena dal balletto nazionale finlandese e da quello polacco. In questi anni, oltre a mantenere intatta la sua attenzione per il repertorio classico e neoclassico, commissionò altri lavori a coreografi contemporanei come Ashley Page e David Dawson. Dopo aver lasciato la sua carica ad Amsterdam nel 2003, ha lavorato per due anni nella scena internazionale, collaborando anche a opere per Carla Fracci.
Nel dicembre 2005, Eagling è stato nominato direttore artistico del English National Ballet a Londra, dove ha continuato a ideare nuovi lavori teatrali, tra cui spiccano Men Y Men e un'ennesima versione de Lo schiaccianoci. Nei sette anni con questa compagnia, è stato calorosamente apprezzato dal pubblico ed è stato rispettato e amato dai suoi ballerini; tuttavia, nel 2012, è stato costretto a dimettersi in seguito ad una controversia con il consiglio di amministrazione, lamentandosi per drastici tagli al bilancio dell'azienda.

## Opere
A partire dagli anni 1980, Eagling ha ideato varie opere teatrali, rappresentati da varie compagnie in tutto il mondo.
- Frankenstein, the Modern Prometheus, 1985
- Beauty and the Beast, 1985
- Byron, 1988
- Nijinsky, 1989
- The Ruins of Time, 1993
- Symphony in Waves, 1994
- Alma Mahler, 1994
- Holding a Balance, 1996
- Nussknacker und Mousekonig (The Nutcracker and the Mouse King), 1997
- The Last Emperor, 1997
- The Magic Flute, 1999
- Maria Stuarda (alcuni balletti), 2004
- Le Sacre du Printemps, 2000
- Resolution, 2008
- Men Y Men, 2009
- The Nutcracker, 2010
- Beauty and the Beast, 2012
- The Sleeping Beauty, 2014